# Robin Dixon
Pour les articles homonymes, voir Dixon.
Robin Dixon, né le 21 avril 1935 à Londres, 3e baron Glentoran, est un bobeur britannique notamment champion olympique de bob à deux en 1964.

## Biographie
Avec Tony Nash, Robin Dixon est médaillé de bronze en bob à deux aux championnats du monde de 1963 à Igls en Autriche. L'année suivante, aux Jeux olympiques d'hiver d'Innsbruck en Autriche, ils sont sacrés champions olympiques sur la même piste, devenant les seuls champions olympiques britanniques de l'histoire en bobsleigh. Dixon et Nash sont également champions du monde en 1965 à Saint-Moritz en Suisse puis médaillés de bronze aux championnats du monde de 1966 à Cortina d'Ampezzo en Italie. Robin Dixon est héritier des seigneurs de Glentoran et est membre de l'ordre de l'Empire britannique pour son succès olympique,.
Il est le beau-père de la cavalière britannique Karen Straker.

## Palmarès

### Jeux Olympiques
- : médaillé d'or en bob à deux aux Jeux olympiques d'hiver de 1964.

### Championnats monde
- : médaillé d'or en bob à 2 aux championnats monde de 1965.
- : médaillé de bronze en bob à 2 aux championnats monde de 1963 et 1966.